# Унтеррайхенбах
Унтеррайхенбах (нім. Unterreichenbach) — громада в Німеччині, знаходиться в землі Баден-Вюртемберг. Підпорядковується адміністративному округу Карлсруе. Входить до складу району Кальв.
Площа — 6,30 км2. Населення становить 2429 ос. (станом на 31 грудня 2020).